# Lubomír Dorůžka
Lubomír Dorůžka (* 18. März 1924 in Prag; † 16. Dezember 2013 ebenda) war ein tschechischer Musikwissenschaftler und -journalist sowie Anglist.

## Leben
Dorůžka schrieb während des Zweiten Weltkriegs und der Besetzung der Tschechoslowakei durch deutschen Truppen über Jazzmusik in einer Untergrundzeitschrift. Nach dem Februarumsturz und der Machtübernahme durch die Kommunistische Partei 1948 betätigte er sich als Übersetzer einzelner Werke des amerikanischen Schriftstellers F. Scott Fitzgerald. Ab 1945 studierte er Musikwissenschaft und ab 1948 Anglistik an der Philosophischen Fakultät der Prager Karls-Universität. 1950 promovierte er über Amerikanische Literatur. In den folgenden Jahren veröffentlichte er eine Reihe von Büchern über Jazz und Popmusik, darunter eine Biografie über Karel Vlach; außerdem produzierte er für Supraphon das Album Jazz V Československu 1961 und war  Mitorganisator des Prager International Jazz Festival und der International Jazz Federation. Eine Übersicht über Jazz in der Tschechoslowakei 1945 bis 1993 gab er 1993 auf dem 3. Darmstädter Jazzforum. Eine lebenslange Freundschaft verband ihn mit dem Schriftsteller und Saxophonisten Josef Škvorecký, mit dem er mehrere Jazz-Publikationen herausgab. Der Gitarrist David Dorůžka ist sein Enkel.

## Publikationen (Auswahl)
- 1966 – Tvář jazzu
- 1967 – Československý jazz. Minulost a přítomnost (mit Ivan Poledňák)
- 1970 – Tvář moderního jazzu
- 1979 – Panoráma populární hudby 1918/1978
- 1990 – Panoráma jazzu
- 1990 – Jedenáct jazzových osmiček
- 1997 – Panoráma paměti
- 2002 – Český jazz mezi tanky a klíči
- 2004 – Panoráma snů
- 2010 – Panoráma jazzových proměn